# Karel George Lebrecht van Anhalt-Köthen
Karel George Lebrecht van Anhalt-Köthen (Köthen, 15 augustus 1730 – Semlin, 17 oktober 1789) was van 1755 tot aan zijn dood vorst van Anhalt-Köthen. Hij behoorde tot het huis Ascaniërs.

## Levensloop
Karel George Lebrecht was de tweede zoon van vorst August Lodewijk van Anhalt-Köthen en diens tweede echtgenote Emilie van Promnitz, dochter van graaf Erdmann II. In 1755 volgde hij zijn vader op als vorst van Anhalt-Köthen.
Zijn vorstendom had in het begin van zijn regering ernstig te lijden onder de gevolgen van de Zevenjarige Oorlog. Na de oorlog probeerde Karel de economie opnieuw te doen opleven door akkerbouw en veeteelt te stimuleren en door belastingvermindering immigranten te lokken. In verband daarmee stelde hij zich eveneens religieus tolerant op en bevorderde hij het onderwijs.   
Karel George Lebrecht volgde eveneens een militaire loopbaan. Van 1750 tot 1751 was hij als ritmeester van de lijfwacht voor de paarden actief in het Deense leger, waarna hij in november 1751 aangesteld werd tot ritmeester en compagniecommandant van de derde lijfkurassierregiment van het Pruisische leger. Eind jaren 1770 vocht hij in de Beierse Successieoorlog, waar hij het in 1779 tot generaal-majoor bracht. In 1780 werd hij benoemd tot ridder in de Orde van de Zwarte Adelaar. Nadat hij in 1787 had deelgenomen aan de Pruisische inval in de Republiek der Zeven Verenigde Nederlanden, werd hij in 1788 bevorderd tot generaal-luitenant. 
Begin 1789 beëindigde hij zijn loopbaan in het Pruisische leger, omdat koning Frederik Willem II weigerde om hem een cavalerieregiment te geven. In mei 1789 werd hij vervolgens veldmaarschalk-luitenant in het Keizerlijk Leger en in deze functie nam hij deel aan de Russisch-Turkse Oorlog. Het was tijdens deze oorlog dat Karel in oktober 1789 nabij het Servische Semlin op 59-jarige leeftijd stierf aan koorts.

## Huwelijken en nakomelingen
Op 26 juli 1763 huwde hij met Louise (1749-1812), dochter van hertog Frederik van Sleeswijk-Holstein-Sonderburg-Glücksburg. Ze kregen zes kinderen:
- Carolina (1767-1768)
- August Christiaan (1769-1812), vorst en hertog van Anhalt-Köthen
- Karel Willem (1771-1793)
- Louise (1772-1775)
- Lodewijk (1778-1802)
- Frederica (1780-1781)